# Herbert Witherspoon
Herbert Witherspoon (* 21. Juli 1873 in Buffalo; † 10. Mai 1935 in New York City) war ein US-amerikanischer Sänger (Bass), Gesangspädagoge und Theatermanager.

## Leben und Wirken
Witherspoon studierte an der Yale University Komposition bei Horatio Parker und Gesang bei Gustav Stoeckel. Nach dem Abschluss 1895 war er Schüler von Edward MacDowell in Herbert, von Jacques Bouhy in Paris, Henry J. Wood in London und Giovanni Battista Lamperti in Berlin. 1898 debütierte er in New York mit der Savage’s Castle Square Opera Company als Ramfis in Aida, zehn Jahre später als Titurel in Parsifal an der Metropolitan Opera. Dort war er bis 1916 als Bassist engagiert und sang Rollen wie Sarastro, König Marke, Pogner und Gurnemanz.
1922 gründete er die American Academy of Teachers of Singing, deren erster Präsident er wurde. Ab 1925 war er Präsident des Chicago Musical College, ab 1931 der Cincinnati Conservatory of Music. 1933 kehrte er nach New York zurück und wurde 1935 als Nachfolger von Giulio Gatti-Casazza Generalmanager der Metropolitan Opera. Er erlag jedoch wenige Wochen nach Antritt seiner Stelle einem Herzinfarkt. Witherspoon verfasste zwei Gesangslehrbücher: Singing: A Treatise for Teachers and Students (New York, 1925) und 36 Lessons in Singing for Teacher and Student (Chicago, 1930).